# فاندي عثمان
فاندي عثمان (25 أبريل 1992 بجوهر بهرو في ماليزيا - ) هو لاعب كرة قدم ماليزي في مركز الظهير. شارك مع منتخب ماليزيا تحت 23 سنة لكرة القدم ومنتخب ماليزيا لكرة القدم. أما مع النوادي، فقد لعب مع نادي جوهر درول تقسيم 2 وهاريماو مودا أ.

## وصلات خارجية
- فاندي عثمان على موقع قاعدة بيانات كرة القدم.إي يو (الإنجليزية)